# Cazouls-d'Hérault
Cazouls-d'Hérault é uma comuna francesa na região administrativa de Occitânia, no departamento de Hérault. Estende-se por uma área de 4,39 km². Em 2010 a comuna tinha 419 habitantes (densidade: 95,4 hab./km²).